# Monte Tohivea
Il monte Tohivea (o Tohiea) è il rilievo più elevato dell'isola di Moorea in Polinesia francese.